# Mosaïque de Bellérophon (Autun)
Pour les articles homonymes, voir Mosaïque de Bellérophon.
La mosaïque de Bellérophon est une mosaïque romaine du IIe siècle ap. J.C. découverte en 1830 à Autun, en Saône-et-Loire. Son médaillon central représente Bellérophon monté sur Pégase et tuant la Chimère. Elle est conservée au musée Rolin, dont elle constitue l'une de ses pièces maîtresses. 